# Regurgitació
La regurgitació en fisiologia animal (del llatí 'gurges' gola) designa el fenomen del retorn a la boca del contingut de l'estòmac o de l'esòfag. Moltes aus regurgiten el menjar per a les seves cries, i també ho fan alguns mamífers com els llops i les guineus.
En medicina, la regurgitació és un símptoma (diferent del vòmit) freqüentment observat en els infants de menys de 4 mesos d'edat per raó de la immaduresa del seu aparell digestiu donat que la vàlvula entre l'estómac i l'esòfag encara no està ben tancada cosa que dona com a resultat un augment de la pressió abdominal en contra de la pressió al pit. No obstant això, el mateix fenomen en els adults s'anomena malaltia de reflux gastroesofàgic.
Una manera d'evitar la regurgitació és reequilibrar la pressió entre les parts abdominals i toràciques. La forma més fàcil és practicar alguns rots voluntàriament. És per aquesta raó que es fan fer rots al nadó. És possible que els adults també ho hagin de fer, particularment aquells amb una hèrnia d'hiat.